# Lötschberg
Der Lötschberg ist ein Alpenübergang in der Schweiz zwischen dem Kandertal im Kanton Bern und dem Lötschental im Kanton Wallis. Einen Gipfel namens Lötschberg gibt es nicht. Ursprünglich wurde der Lötschenpass (Scheitelpunkt 2690 m ü. M.), auch: Lötschepass (Sattelpunkt 2684 m ü. M.) mit dem Lötschberg gleichgesetzt. Der Weg führt vom Gasterntal im Berner Oberland nach Ferden im Wallis und ist nur zu Fuss begehbar; auf beiden Seiten befindet man sich in den Berner Alpen.

## Lötschbergtunnel
Heute wird mit «Lötschberg» entweder der Lötschbergtunnel von 1913, ein 14,6 km langer Eisenbahntunnel von Kandersteg nach Goppenstein, bezeichnet oder der Lötschberg-Basistunnel von 2007, ein 34,6 km langer Eisenbahntunnel von Frutigen nach Raron. Der neue Lötschberg-Basistunnel, ein Teil des NEAT-Projekts, senkt die Scheitelhöhe der Eisenbahnstrecke von 1240 m auf 825 m. Die Lötschbergbahnlinie und deren Fortsetzung durch den Simplon ist nach dem Gotthard die zweitwichtigste Alpenpassage der Schweiz.
Der Lötschberg ist auch eine Verbindung für den Strassenverkehr mit dem Autoverlad von Kandersteg nach Goppenstein durch den Lötschbergtunnel (fortgesetzt durch den Simplontunnel bis nach Iselle).

## Lötschenpass
Der traditionelle Aufstiegsweg verläuft im Sommer von Süden durch das untere Lötschental kommend über Goppenstein nach Wiler, der Lonza folgend. Dort beginnt der wesentliche Anstieg und führt zunächst zur Lauchernalp und weiter über die Lötschenpasshütte zur Passhöhe. Sie ist ab Mitte Januar durchgehend bewartet. Abgestiegen wird über Selden ins Gasterntal und der Kander folgend über Kandersteg ins Berner Oberland. Im Winter ist der Lötschenpass mit der Gondelbahn via Hockenhorngrat erreichbar.
Schon zu prähistorischer Zeit begingen Menschen den Pass, wie Funde aus der Frühbronze- und Eisenzeit belegen. Seit der Römerzeit bis ins Mittelalter galt der Lötschenpass neben dem Gemmipass als wichtigste Verbindung zwischen dem Berner Oberland und dem Wallis. Als Handelsweg hatte er vor allem als Verlängerung der aus Oberitalien kommenden Simplonroute in die Nordschweiz eine grosse Bedeutung. Die Reisenden und Händler verschafften den an der Aufstiegsroute gelegenen Orten bescheidenen Wohlstand.

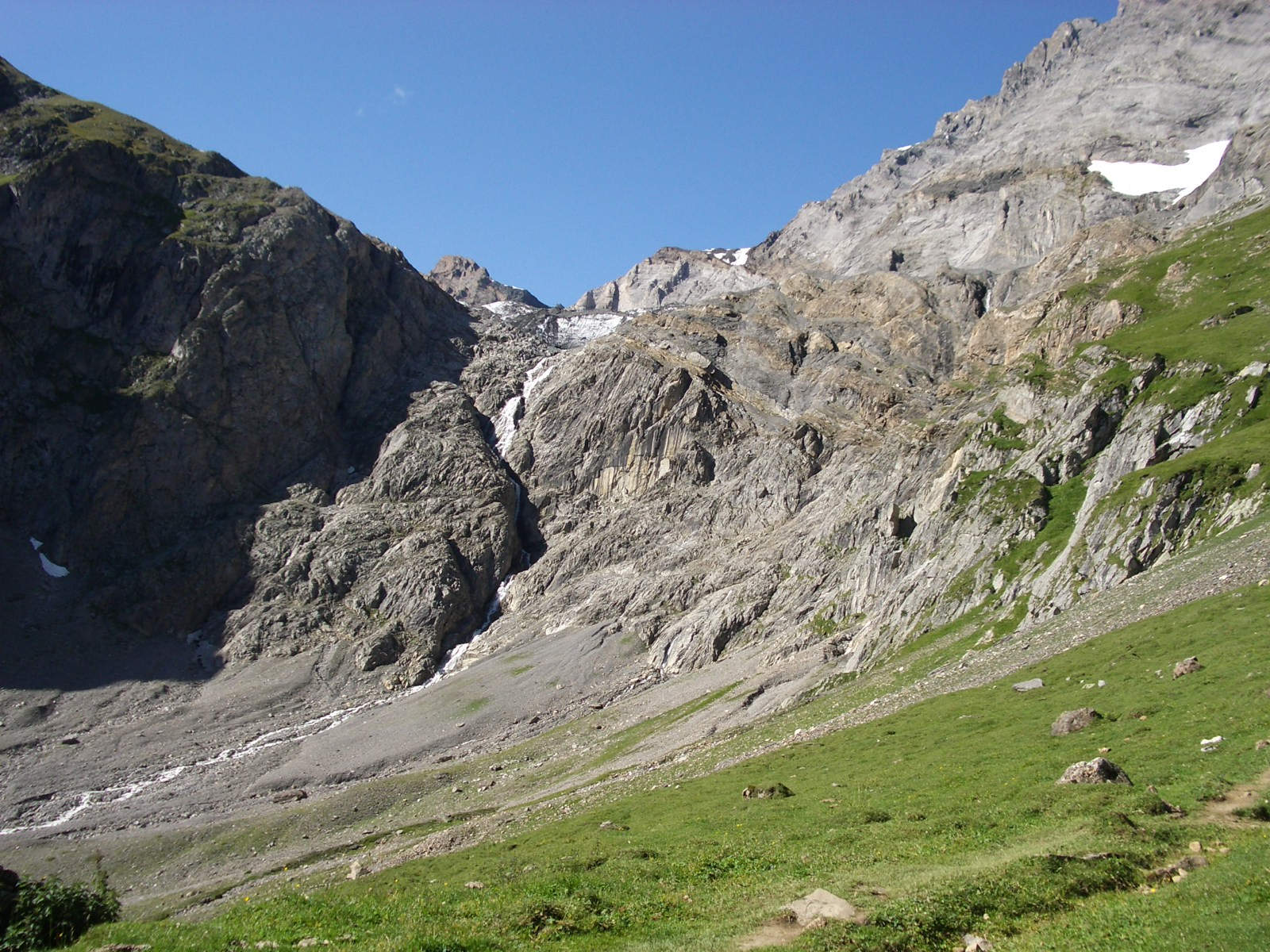
Gletscherabbruch des Lötschengletschers
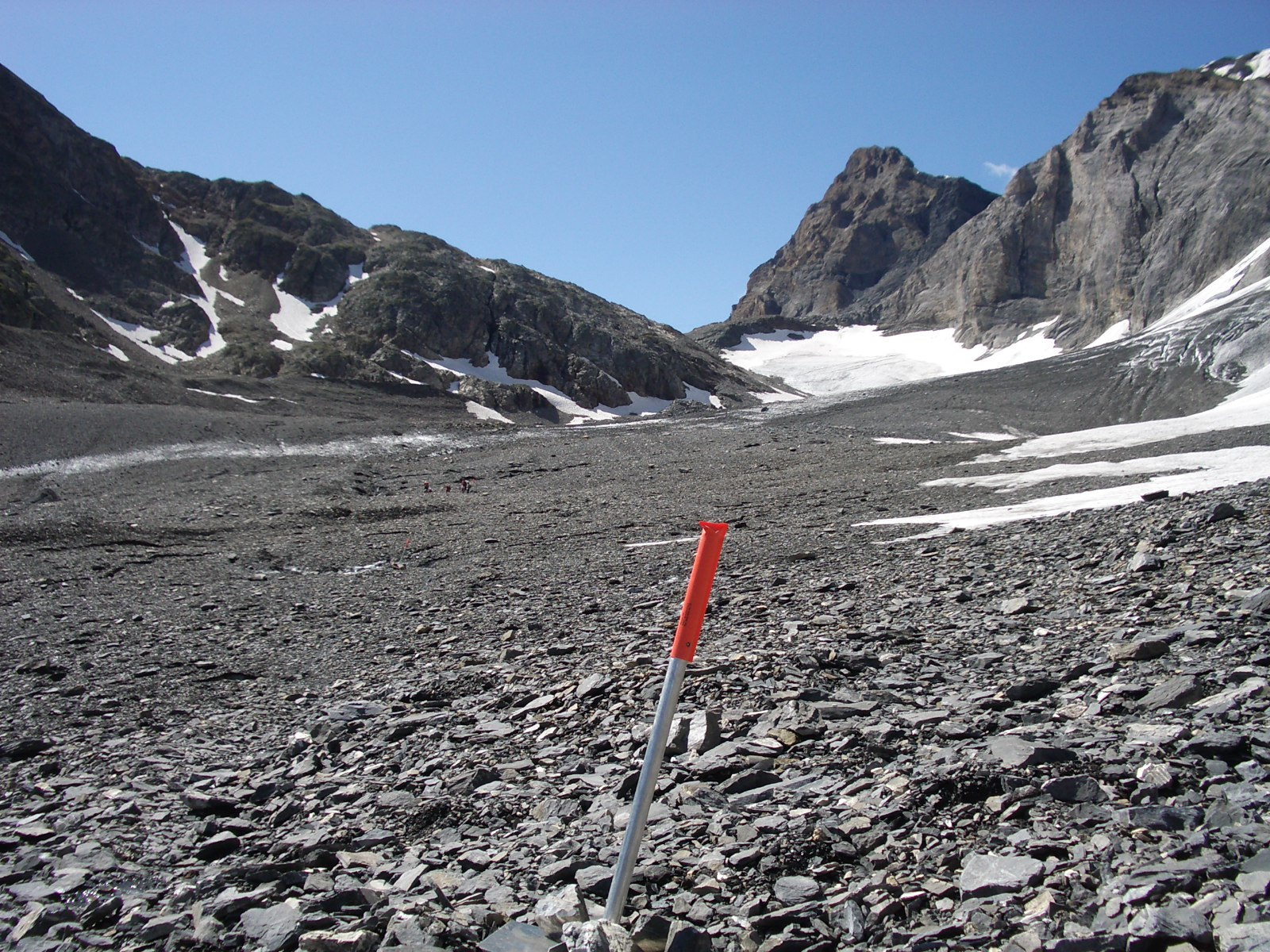
Markierter Wanderweg über den Lötschengletscher
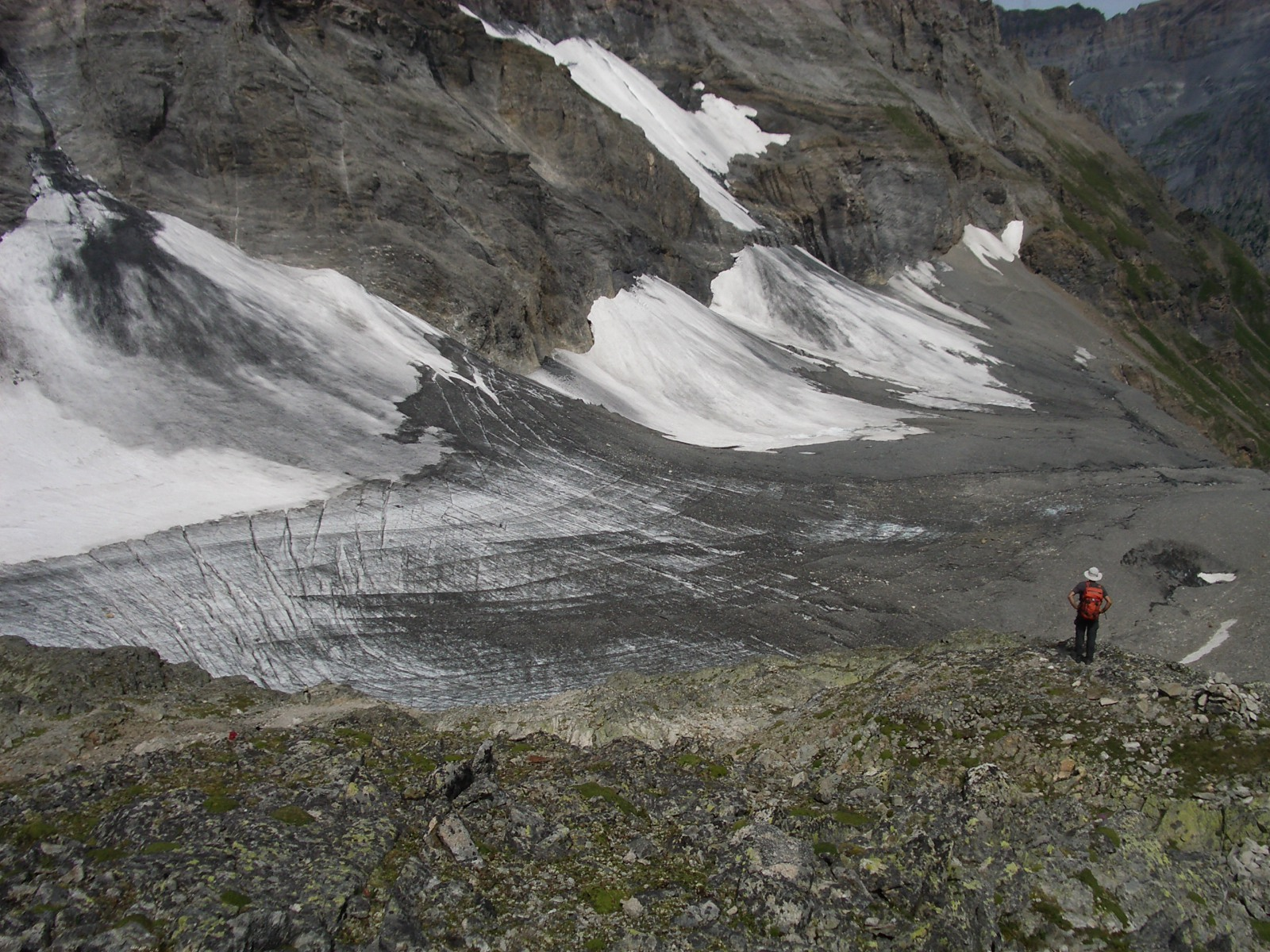
Mittlerer Gletscherteil
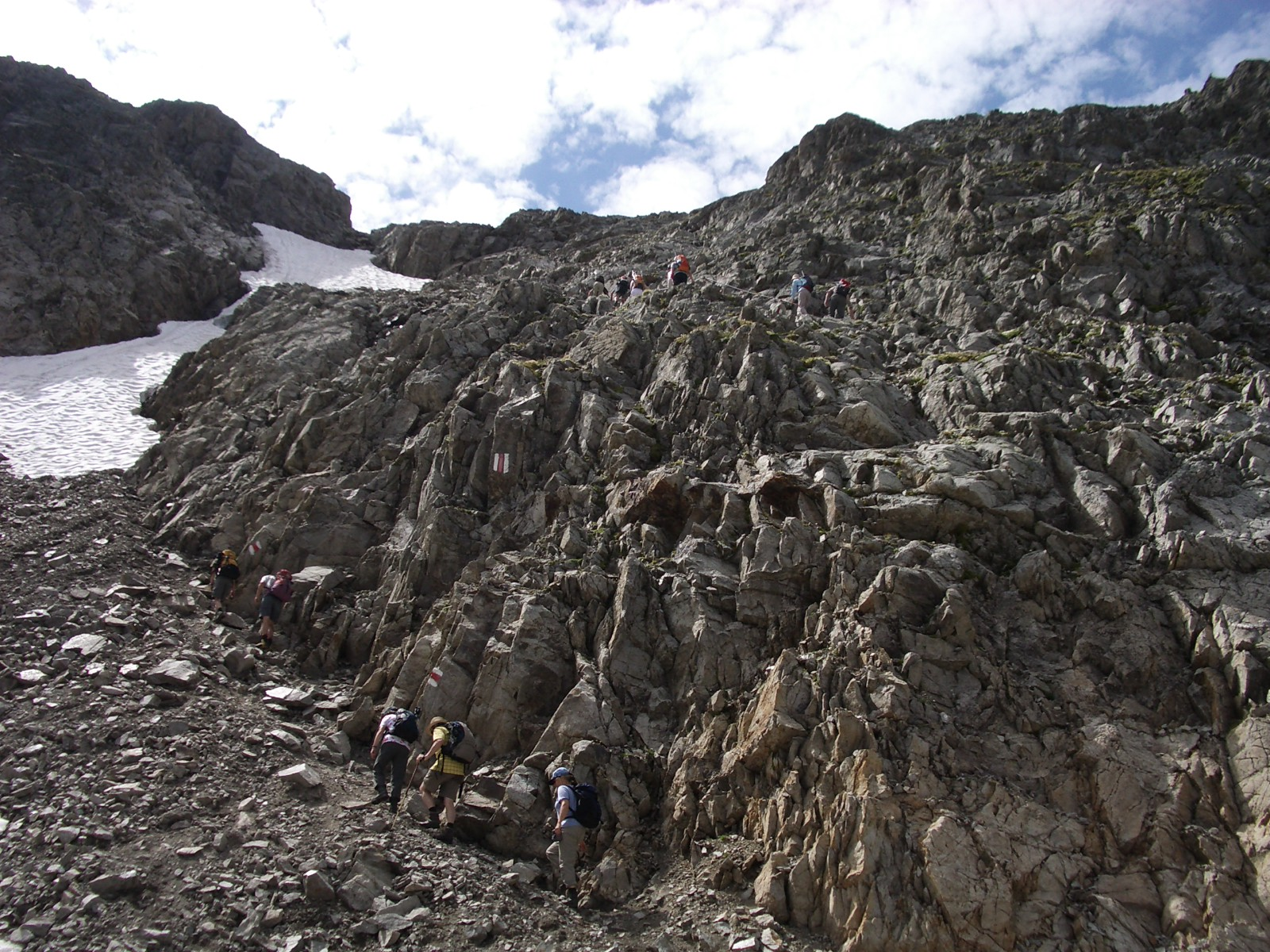
Aufstieg zum Lötschenpass vom Gasterntal

## Lötschenpasshütte und Militärseilbahn
Im Jahr 1519 wurde die erste Hütte an der Passhöhe des Saumpfades errichtet. Im 17. Jahrhundert begannen Berner mit dem Bau einer Strasse über den Pass. Religiöse Konflikte zwischen Bernern und Wallisern führten allerdings zu einem Zerwürfnis und bedeuteten das Ende der Baumassnahmen. Überreste der teilweise fertiggestellten Strasse sind an der Nordseite des Passes zu erkennen. In der Folgezeit verlor der nur zu Fuss begehbare Alpenübergang zunehmend an Bedeutung.
Im 19. Jahrhundert richtete die Schweizer Armee einen Wachtposten auf der Passhöhe und später zwei Militärbaracken auf der Seitenmoräne des Lötschengletschers (2500 m ü. M.) ein.
Während des Zweiten Weltkriegs baute die 3. Division («Kampfgruppe Hochalpen») die Militärseilbahn MSB69 mit den drei Sektionen Änderwasser (Selden, Gasterntal) (1535 m ü. M.)–Gfelalp (1847 m ü. M.)–Leckboden (2000 m ü. M.)–Endstation Mannli beim Lötschengletscher auf 2500 m ü. M.
1947 wurden die beiden Militärbaracken von der Lötschentaler Jugend an ihren heutigen Standort am Lötschenpass getragen und zur Lötschenpasshütte zusammengebaut, bewirtschaftet und später schrittweise ausgebaut.
- Kaverne Gizzifurggu ⊙
- Kaverne Balme ⊙
- Militärbaracken Lötschengletscher ⊙
- Talstation MSB69 Änderwasser, Selden ⊙
- Zwischenstation MSB69 Gfelalp ⊙
- Zwischenstation MSB69 Leckboden ⊙
- Bergstation MSB 69 Mannli ⊙

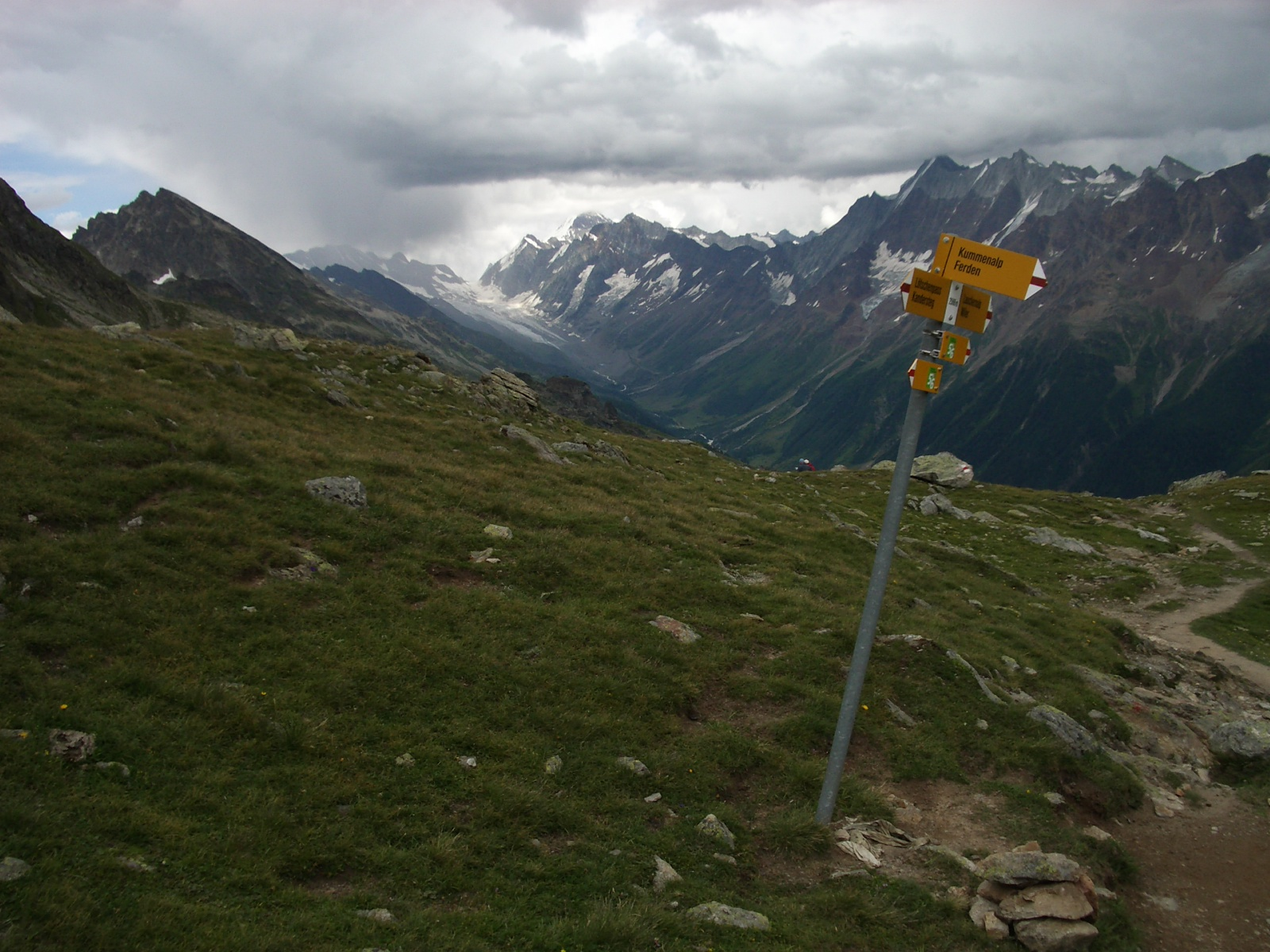
Abstieg ins Lötschental mit Blick zur Lötschenlücke und Langgletscher
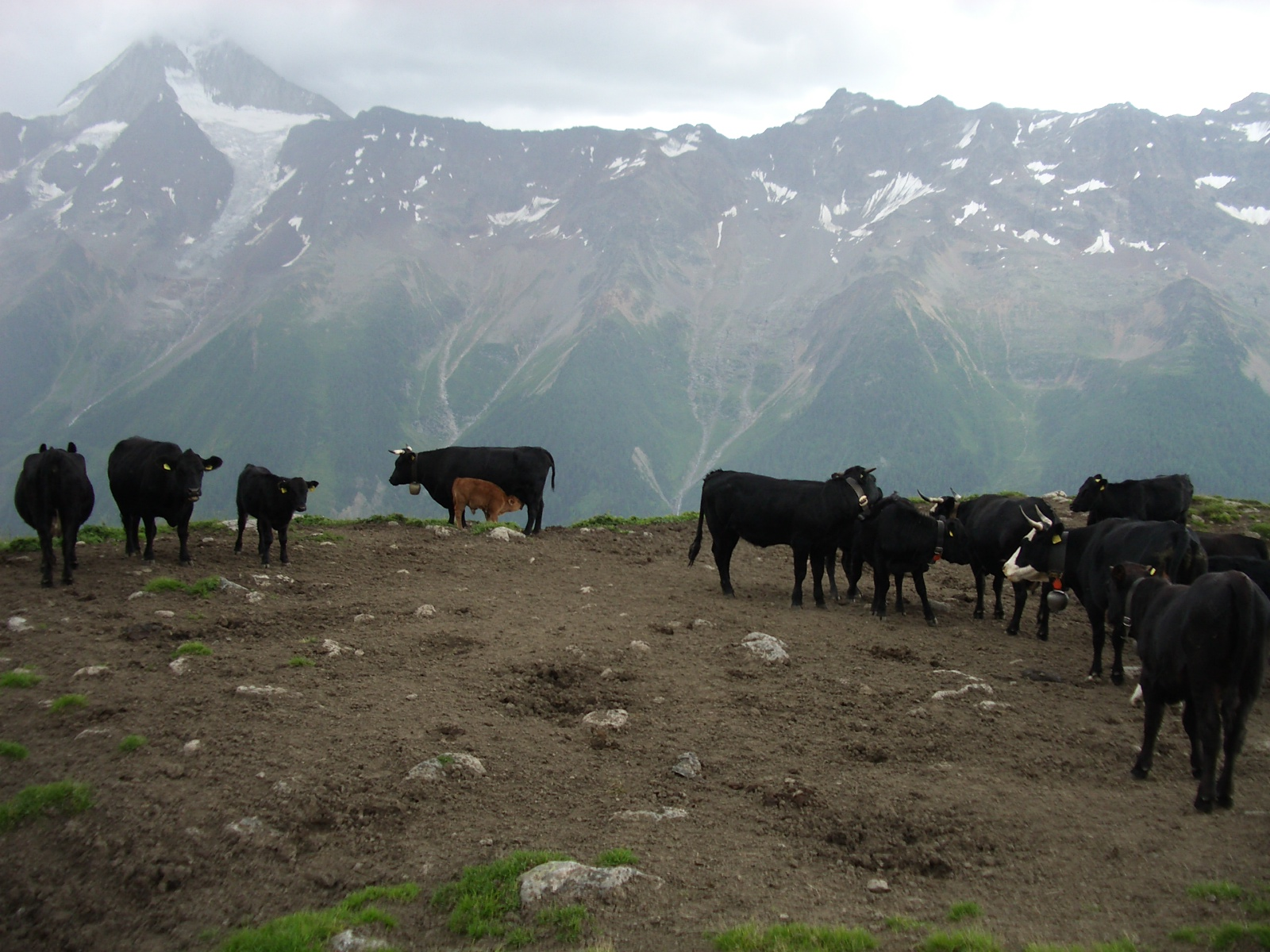
Abstieg zur Lauchernalp, im Hintergrund das Bietschhorn

## Sonstiges

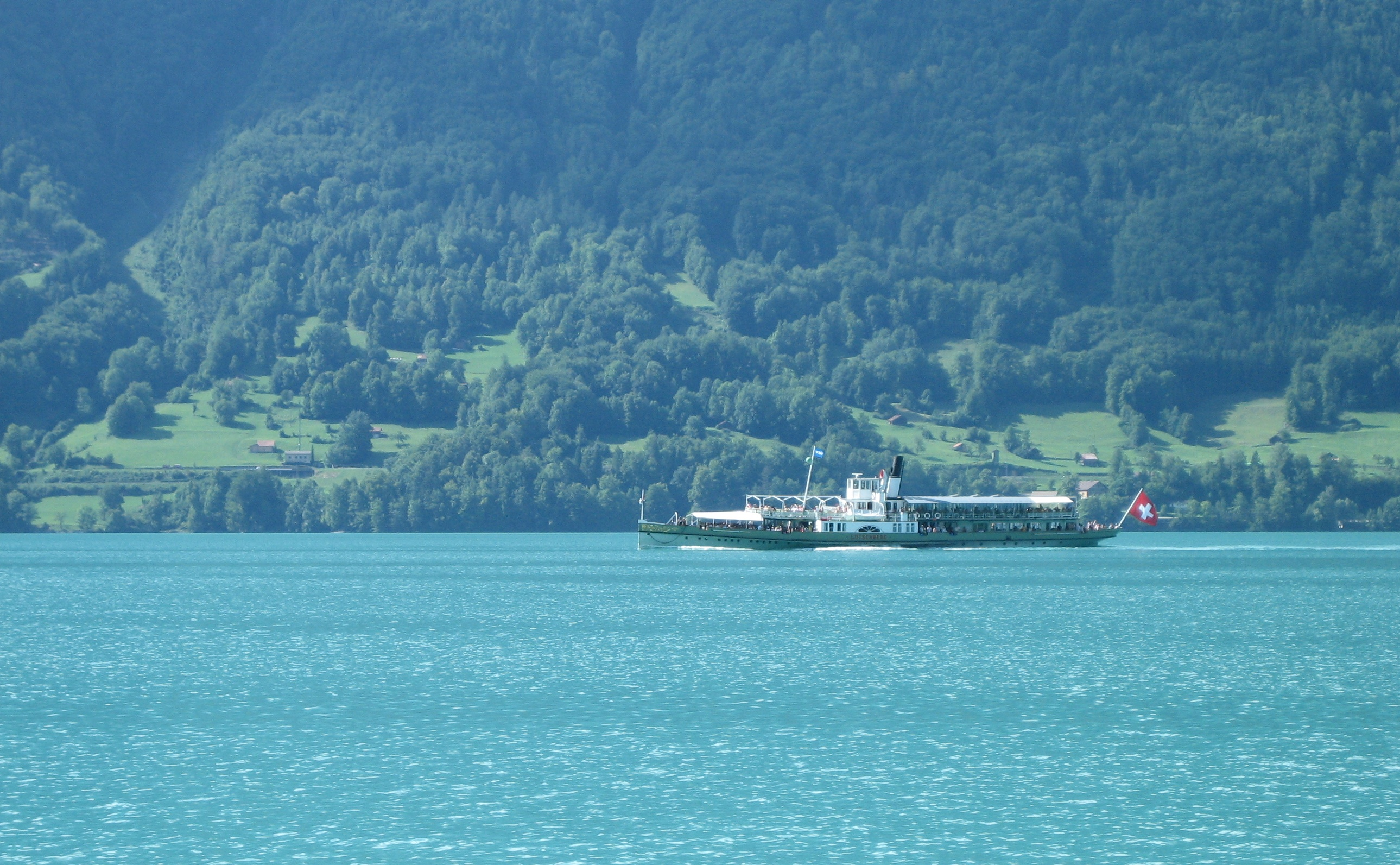
Raddampfer «Lötschberg» auf dem Brienzersee

Auf dem Brienzersee verkehrt seit 1914 der Raddampfer «Lötschberg».